# Manuel Inácio da Silva Alvarenga
Manuel Inácio da Silva Alvarenga (Vila Rica,1 de janeiro de 1749 — Rio de Janeiro, 1 de novembro de 1814) foi um poeta luso-brasileiro do Brasil colonial.

## Biografia
Era filho de um mulato, Inácio da Silva Alvarenga, músico de profissão e pobre, e de mãe desconhecida. Ainda adolescente foi para o Rio de Janeiro estudar, e, feitos os exames preparatórios, seguiu para a Universidade de Coimbra, onde obteve o Bacharelato em Direito canônico, sempre com as melhores aprovações, aos 27 anos de idade, em 1775 ou 1776.
Em Portugal relacionou-se com alguns patrícios, como Alvarenga Peixoto e Basílio da Gama, mais velhos do que ele e também poetas. Do último, parece, foi grande amigo. Celebrou-o mais de uma vez, e efusivamente, em seus versos. No círculo destes e de outros brasileiros dados às musas, ter-se-ia primeiro feito conhecido.
Em 1774 publica, em Coimbra, o poema herói-cômico O Desertor (8º, 69 págs.), metendo à bulha o escolasticismo coimbrão, pouco antes desbancado pelas reformas pombalinas, e celebrando estas reformas. Franco é o mérito literário deste poema. Não é, todavia, despiciendo como documento de um novo estado de espírito, mais literal e desabusado, da sociedade portuguesa sob a ação do Marquês de Pombal, e do caminho que havia feito em espíritos literários brasileiros o sentimento pátrio, manifestado no poema em alusões, referências, lembranças de coisas do Brasil. Quando do dilúvio poético na inauguração da estátua equestre de José I, em 1775, Silva Alvarenga engrossou-o com um soneto e uma ode. O mesmo motivo inspirou-lhe ainda a epístola em alexandrinos de treze sílabas "Ao sempre augusto e fidelíssimo rei de Portugal o Senhor D. José I no dia da colocação de sua real estátua eqüestre". Era ainda então estudante, e tal se declara no impresso da obra. Dois anos depois vinha a lume o "Templo de Netuno", poemeto (idílio) de sete páginas em tercetos e quartetos, muito bem metrificados, com que, ao mesmo tempo que celebra a aclamação da rainha Maria I.
Foi um dos mais fecundos e melhores poetas da plêiade mineira. Desde O Desertor (ainda que muitos digam 'O Desertor das Letras'), o seu poema herói-cômico contra o carrancismo do ensino universitário, não cessou de versejar. Em folhas avulsas, folhetos, coleções e florilégios diversos, jornais literários portugueses e brasileiros (pois ainda foi contemporâneo dos que primeiro aqui apareceram), foram publicadas as suas muitas obras. A de mais vulto, o poema madrigalesco "Glaura", saiu em Lisboa em 1799 e 1801.
As notas de aprovação obtidas na Universidade lhe arguem hábitos de estudo sério, que tudo faz supor conservasse depois de graduado e pela vida adiante. Era seguramente homem de muito boas letras, com a melhor cultura literária que então no Reino se pudesse fazer. Quanto a ela, juntava, além do engenho poético, talento real, espírito e bom gosto pouco vulgar no tempo; sobejam-lhe as obras para o provar, nomeadamente os seus prefácios e poemas didáticos. Assenta consigo mesmo, embora segundo a Arcádia e Garção, que na "imitação da natureza consiste toda a força da poesia", e a sua "Epístola a José Basílio", insistindo nesta opinião, está cheia de discretos conceitos de bom juízo literário. Se nem sempre os praticou, é que mais pode com ele a influência do momento literário que as excelentes regras da sua arte poética. Lera Aristóteles, Platão, Homero. Lida com eles e os cita de conhecimento direto, e a propósito. Conhece as literaturas modernas mais ilustres, inclusive a inglesa. Não lhe são estranhas as ciências matemáticas, físicas ou naturais. No seu poema  As artes, as figura, ou se lhes refere com apropriadas alegorias ou pertinentes alusões.
Formado em cânones voltou Silva Alvarenga ao Rio de Janeiro em 1777, e aí se deixou ficar, talvez porque nenhum afeto ou interesse de família, que não a tinha regular, o chamasse a Minas, sua terra natal. Vários poemas seus, nomeadamente a sua Ode à mocidade portuguesa, a epístola a Basílio da Gama e "As Artes", mostram em Silva Alvarenga um espírito ardoroso de cultura, de progresso intelectual, e entusiasta de letras e ciências. Ele traria para o Brasil desejos e impulsos de promover tudo isto aqui. Angariando a boa vontade do vice-rei de então, Marquês do Lavradio, fundou, com outros doutos que aqui encontrou, uma sociedade científica, cujo objeto principal "era não esquecerem os seus sócios as matérias que em outros países haviam aprendido, antes pelo contrário adiantar os seus conhecimentos". Foi efêmera a existência desta sociedade. Num outro vice-rei, Luís de Vasconcelos e Sousa, encontrou igualmente o poeta animação e patrocínio. Por ele teve a nomeação de professor régio de uma aula de retórica e poética, solenemente inaugurada em 1782, e sob os seus auspícios restaurou, em 1786, com a denominação agora de "Sociedade Literária", a associação extinta. Dela foi secretário e, porventura, a alma.
A mal conhecida existência destas duas associações literárias fundadas por Alvarenga deu azo às hipóteses e imaginações que têm aliás ocorrido como certezas, de uma "Arcádia Ultramarina", criada por ele com o concurso de Basílio da Gama, que entretanto estava em Portugal, donde nunca mais saiu. Dos sócios destas duas sociedades, médicos, letrados, padres, o único nome que escapou ao completo esquecimento e a história literária recolheu além do de Silva Alvarenga, foi o de Mariano José Pereira da Fonseca, futuro marquês de Maricá, autor das "Máximas".
A esta atividade literária juntava Alvarenga a profissão de advogado. Mudado o vice-rei liberal pelo conde de Resende, que não o era (1790), este, tornado mais desconfiado pelos recentes sucessos da Inconfidência Mineira, enxergou nessa reunião de estudiosos e homens de letras sinistros projetos de conjura contra o poder real. Detido em 1794, após múltiplos interrogatórios e mais de dois anos de prisão nas masmorras da Fortaleza de Santo Antônio, foi Silva Alvarenga restituído sem julgamento à liberdade. Teve sorte. Não eram acaso mais culpados do que ele os seus confrades de Minas, dois anos antes, comutada a sentença de morte em desterro, mandados morrer nas inóspitas plagas africanas. Faltou apenas um pouco mais de zelo ao vice-rei Resende e ao principal juiz da nova alçada, o poeta do Hissope, Dinis.
Viveu até 1814 e colaborou ainda n'O Patriota de Manuel Ferreira de Araújo Guimarães, um jornal literária que fomentou o movimento intelectual anterior à independência do Brasil.
Pelo espírito, pelo temperamento literário, pelo estilo tanto como pela idade, é Silva Alvarenga o mais moderno dos poetas do grupo, o menos iscado dos vícios da época, o mais livre dos preconceitos da escola, cujas alusões e ridículo não desconhecia, como se vê na sua "Epístola a José Basílio". Tem além disso bom humor, espírito e, em suma, revê melhor que os outros a emancipação produzida em certos espíritos pela política anti jesuítica de Pombal. Com ser mestre de retórica, evita mais que os outros os recursos do arsenal clássico e mitológico. E quando cede à corrente, o faz com muito mais personalidade senão originalidade, mesmo com desembaraço e liberdade rara no tempo. É disso prova a sua formosa herói de "Teseu e Ariana", uma das melhores amostras da nossa poesia, naquela época.